# Ostrovia (żużel)

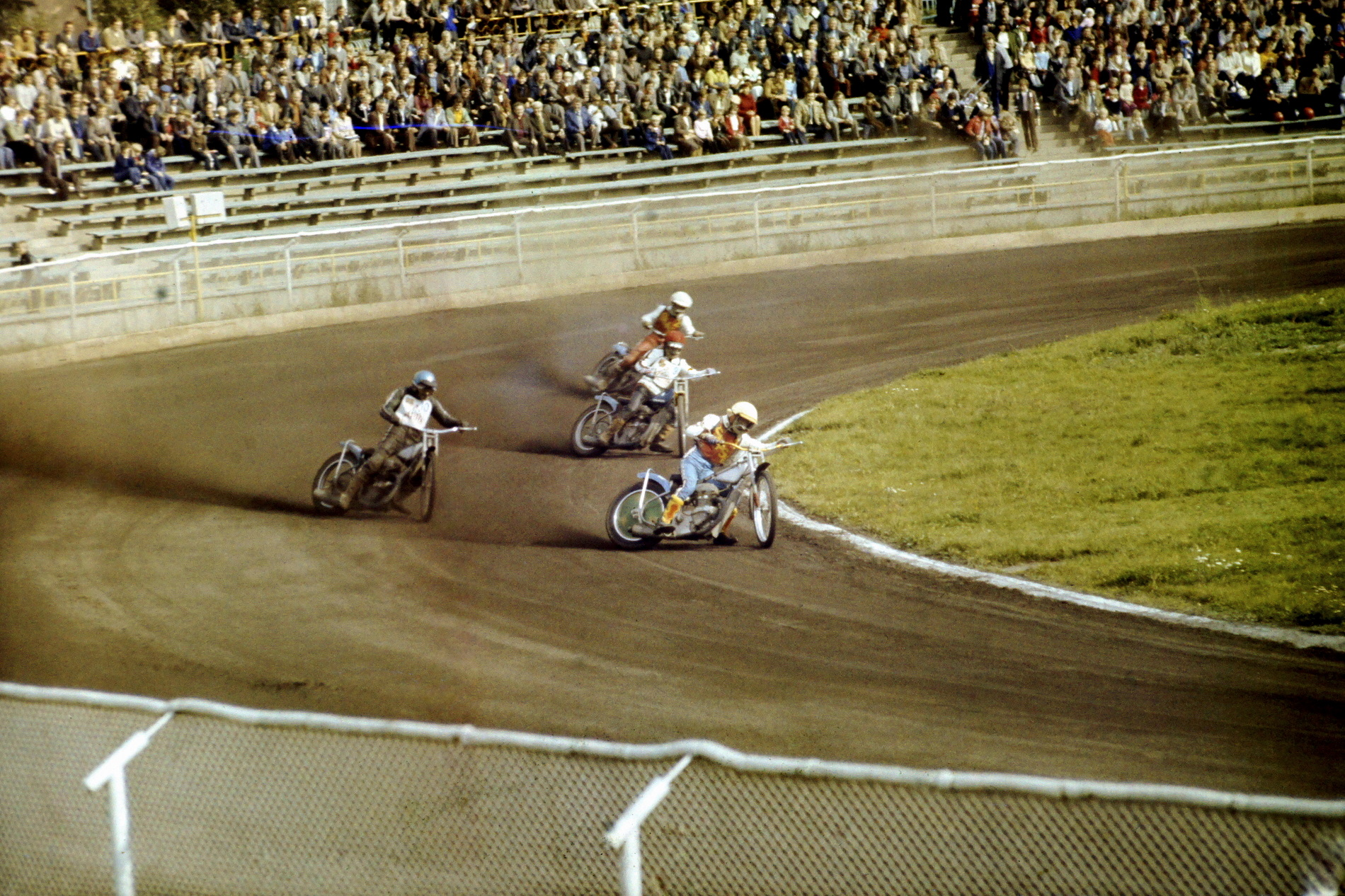
Mecz na ostrowskim torze ze Śląskiem Świętochłowice w 1980 r.

Ostrovia – polski klub żużlowy z Ostrowa Wielkopolskiego. W latach 1955–1959 oraz, po reaktywacji, w latach 1979–1991 brał udział w rozgrywkach ligowych. W późniejszym czasie przestał funkcjonować.

## Historia klubu
W latach 1948–1952 w polskiej lidze żużlowej występował Klub Motocyklowy Ostrów. Próbę reaktywacji sportu żużlowego w Ostrowie podjęto w 1955, kiedy to w rozgrywkach wystartował nowy klub - Ostrovia Ostrów. Sekcja została jednak rozwiązana już po sezonie 1959. Kolejna reaktywacja miała miejsce po 20 latach. Na inaugurację Ostrovia zajęła ostatnie miejsce w II lidze. W 1988 roku drużyna awansowała do I ligi, jednak zajęła w niej ostatnie miejsce. Od sezonu 1992 w rozgrywkach ligowych startowała Iskra Ostrów, a od 2003 Klub Motorowy Ostrów.

## Poszczególne sezony
| Sezon | Rozgrywki ligowe | Rozgrywki ligowe         | Rozgrywki ligowe | Uwagi                                   |
| Sezon | Liga             | Liga                     | Miejsce          | Uwagi                                   |
| ----- | ---------------- | ------------------------ | ---------------- | --------------------------------------- |
| 1955  | II               | II liga                  | 6/7              |                                         |
| 1956  | II               | II liga (gr. „południe”) | 2/8              | 3. miejsce w turnieju barażowym o awans |
| 1957  | II               | II liga                  | 6/7              |                                         |
| 1958  | II               | II liga                  | 4/6              |                                         |
| 1959  | II               | II liga                  | 7/8              |                                         |
|       |                  |                          |                  |                                         |
| 1979  | II               | II liga                  | 8/8              |                                         |
| 1980  | II               | II liga                  | 8/8              |                                         |
| 1981  | II               | II liga                  | 5/7              |                                         |
| 1982  | II               | II liga                  | 5/7              |                                         |
| 1983  | II               | II liga                  | 4/8              |                                         |
| 1984  | II               | II liga                  | 3/7              |                                         |
| 1985  | II               | II liga                  | 4/7              |                                         |
| 1986  | II               | II liga                  | 3/7              |                                         |
| 1987  | II               | II liga                  | 4/7              |                                         |
| 1988  | II               | II liga                  | 1/8              |                                         |
| 1989  | I                | I liga                   | 10/10            |                                         |
| 1990  | II               | II liga                  | 9/10             |                                         |
| 1991  | II               | II liga                  | 12/12            |                                         |

| Poziom ligowy | Liczba sezonów | Sezony                          |
| ------------- | -------------- | ------------------------------- |
| I             | 1              | 1989                            |
| II            | 17             | 1955–1959, 1979–1988, 1990–1991 |